# Скуруп (комуна)
Комуна Скуруп (швед. Skurups kommun) — адміністративно-територіальна одиниця місцевого самоврядування, що розташована в лені Сконе у південній Швеції.
Скуруп 254-а за величиною території комуна Швеції. Адміністративний центр комуни — місто Скуруп.

## Населення
Населення становить 14 941 чоловік (станом на вересень 2012 року). 
| Кількість населення комуни Скуруп за 1970-2010 роки | Кількість населення комуни Скуруп за 1970-2010 роки | Кількість населення комуни Скуруп за 1970-2010 роки | Кількість населення комуни Скуруп за 1970-2010 роки | Кількість населення комуни Скуруп за 1970-2010 роки |
| --------------------------------------------------- | --------------------------------------------------- | --------------------------------------------------- | --------------------------------------------------- | --------------------------------------------------- |
| Рік                                                 |                                                     |                                                     | Населення                                           |                                                     |
| 1970                                                | 1970                                                |                                                     | 10 439                                              | 10 439                                              |
| 1975                                                | 1975                                                |                                                     | 11 789                                              | 11 789                                              |
| 1980                                                | 1980                                                |                                                     | 12 583                                              | 12 583                                              |
| 1985                                                | 1985                                                |                                                     | 12 668                                              | 12 668                                              |
| 1990                                                | 1990                                                |                                                     | 13 418                                              | 13 418                                              |
| 1995                                                | 1995                                                |                                                     | 13 680                                              | 13 680                                              |
| 2000                                                | 2000                                                |                                                     | 13 714                                              | 13 714                                              |
| 2005                                                | 2005                                                |                                                     | 14 415                                              | 14 415                                              |
| 2010                                                | 2010                                                |                                                     | 14 981                                              | 14 981                                              |
| Джерело: SCB                                        |                                                     |                                                     |                                                     |                                                     |

## Населені пункти
Комуні підпорядковано 4 міські поселення (tätort) та низка сільських, більші з яких:
- Скуруп (Skurup)
- Ридсґорд (Rydsgård)
- Сківарп (Skivarp)
- Аббекос (Abbekås)
- Сліммінґе (Slimminge)
- Тонебру (Tånebro)
- Снуґеред (Snogeröd)

## Міста побратими
Комуна підтримує побратимські контакти з такими муніципалітетами:
- Машлов, Польща

## Галерея

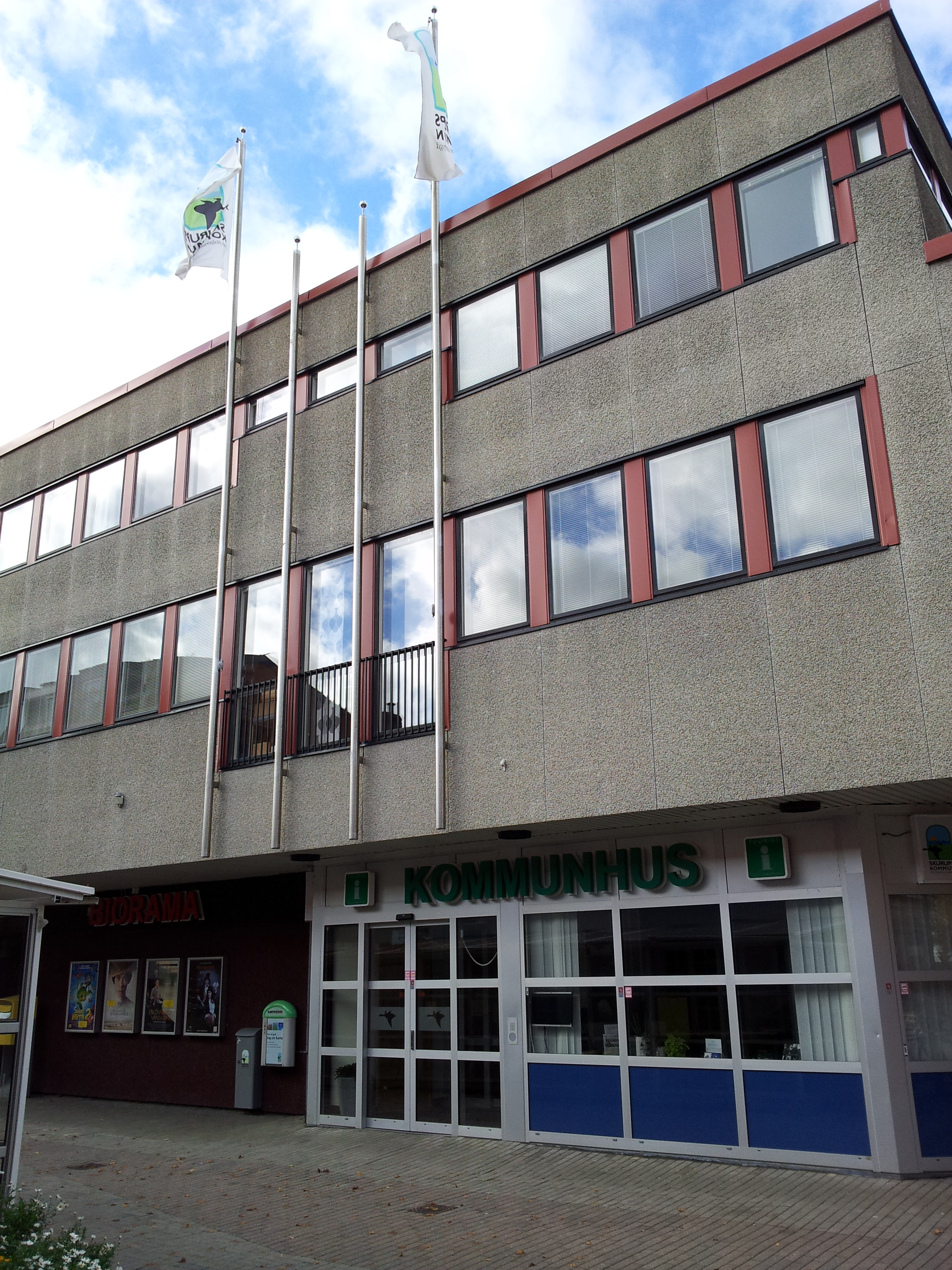
Управа комуни (Скуруп)
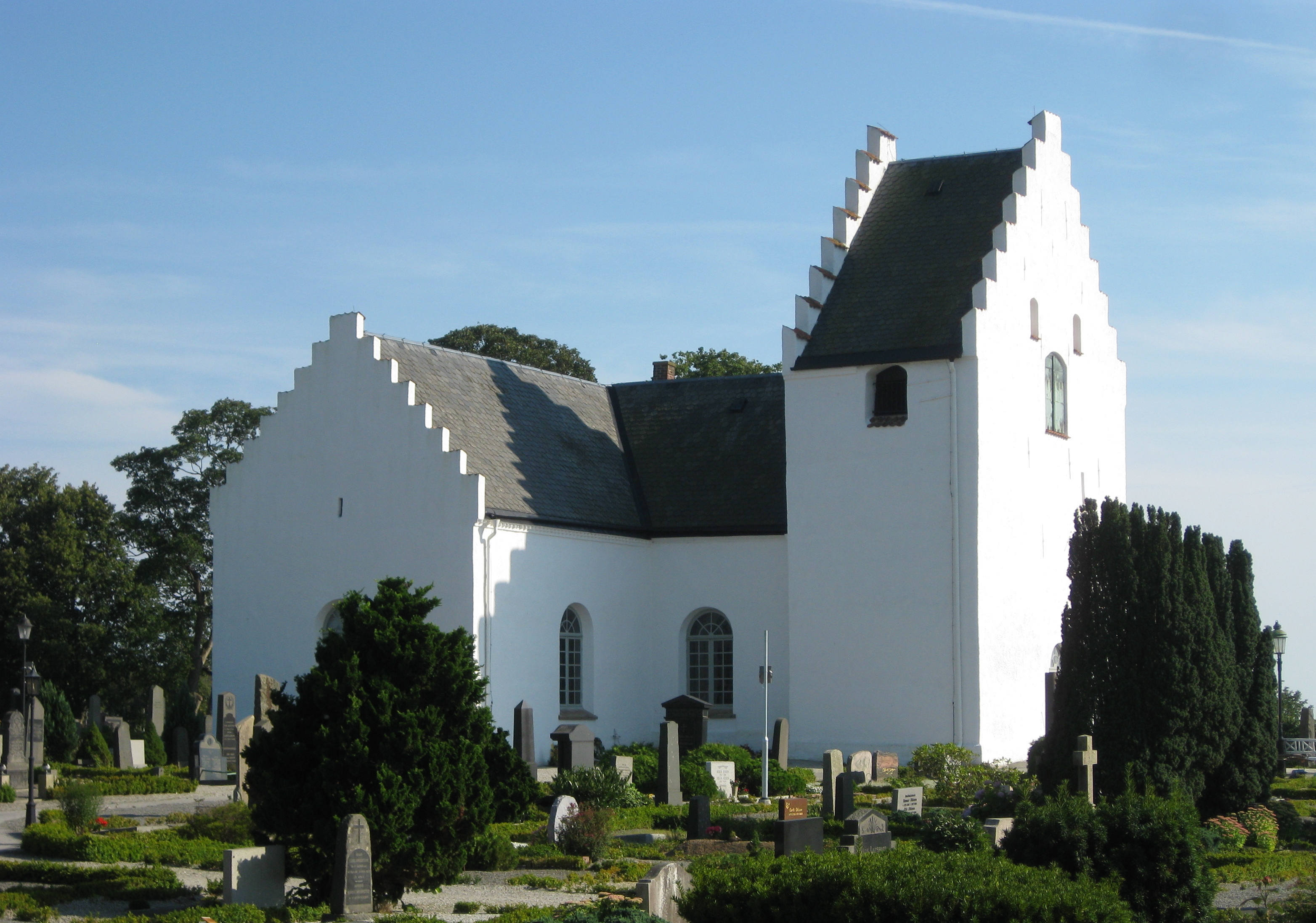
Церква (Сківарп)
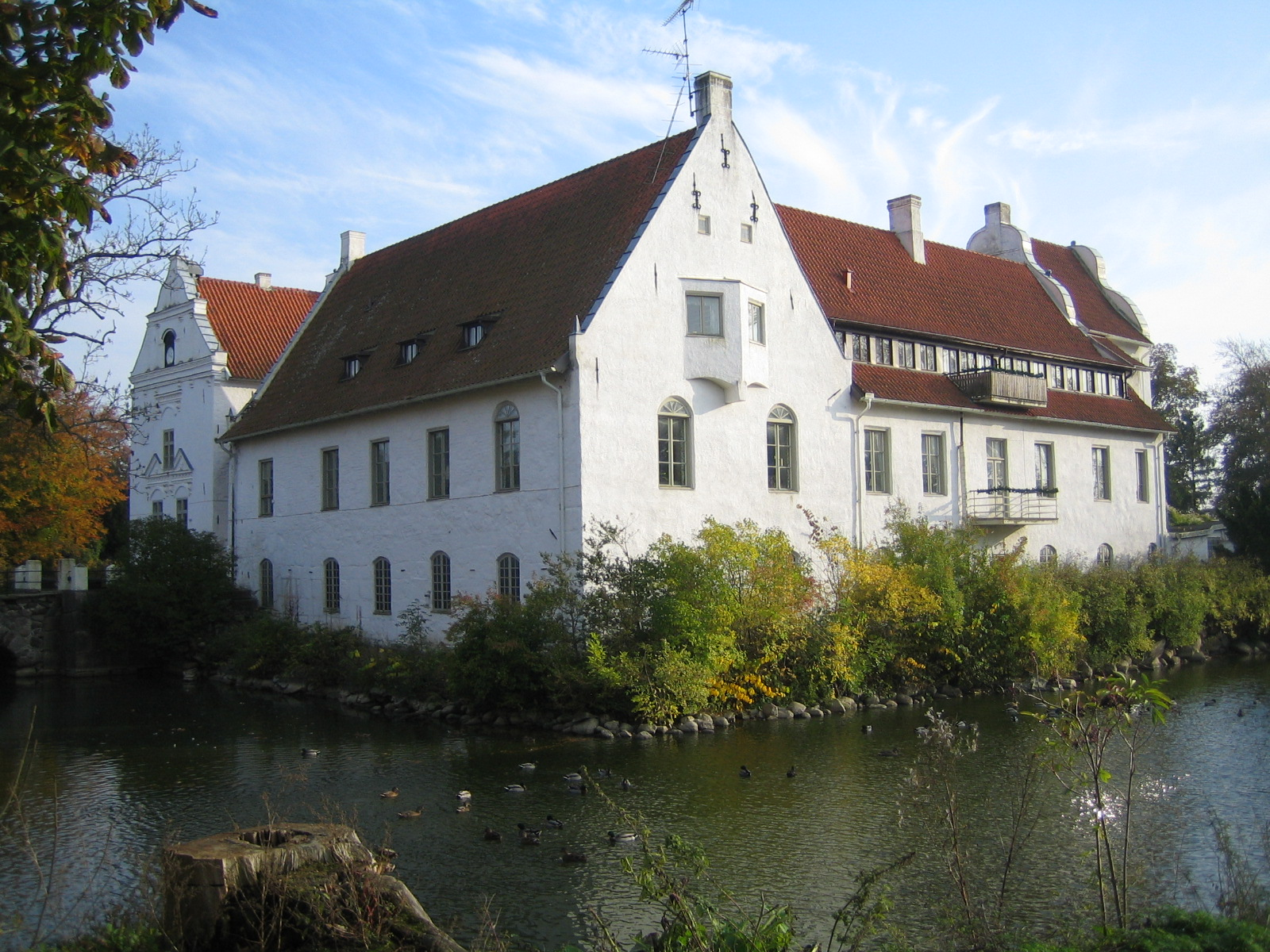
Замок Дибек
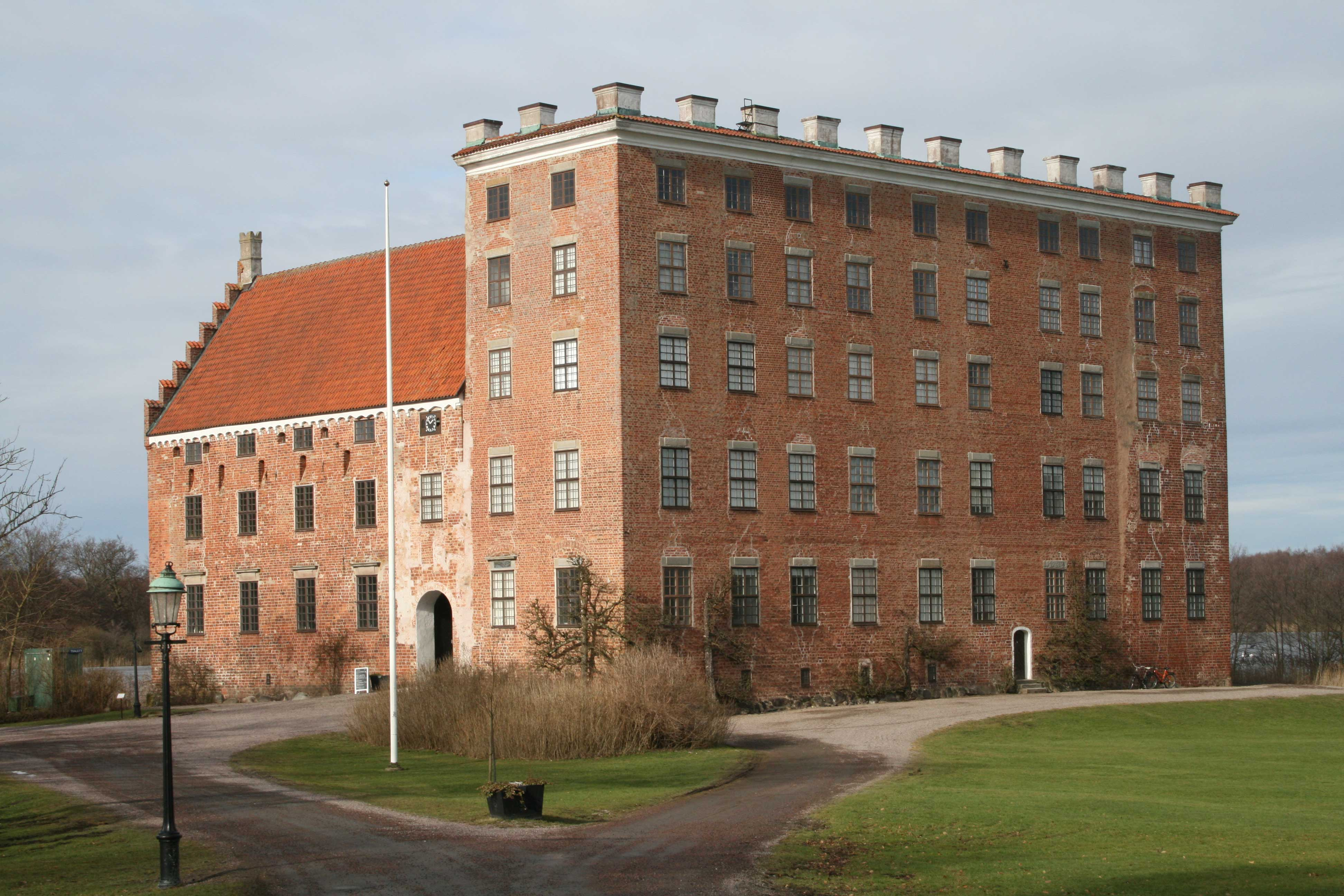
Замок Сванегольм

## Виноски
1. ↑  https://www.ystadsallehanda.se/skurup/jag-vill-hoja-en-tydligare-rost-for-skurup/
2. 1 2  https://www.expressen.se/kvallsposten/historiskt-maktskifte-sd-vildar-stottar-s/
3. ↑  https://sverigesradio.se/artikel/6002645
4. ↑  https://www.svt.se/nyheter/lokalt/skane/skurups-kommunalrad-slutar
5. ↑  https://skurupsposten.se/kampen-om-skurup-s-fast-beslutna-om-att-fortsatta-styra/
6. ↑  Folkmangd i riket, lan och kommuner (шв.) . Центральне бюро статистики Швеції. Архів оригіналу за 20 серпня 2013. Процитовано 17 лютого 2013.